# 约翰·安斯沃思-戴维斯
约翰·安斯沃思-戴维斯（英語：John Ainsworth-Davis，1895年4月23日—1976年1月3日），英国男子田径运动员。他曾代表英国参加1920年夏季奥林匹克运动会田径比赛，获得男子4×400米接力金牌。